# 汉斯·克喇末
亨德里克·安东尼·克喇末（荷蘭語：Hendrik Anthony Kramers，1894年2月2日—1952年4月24日），荷兰物理学家，曾与尼尔斯·玻尔合作研究电磁波与物质相互作用的问题。

## 生平

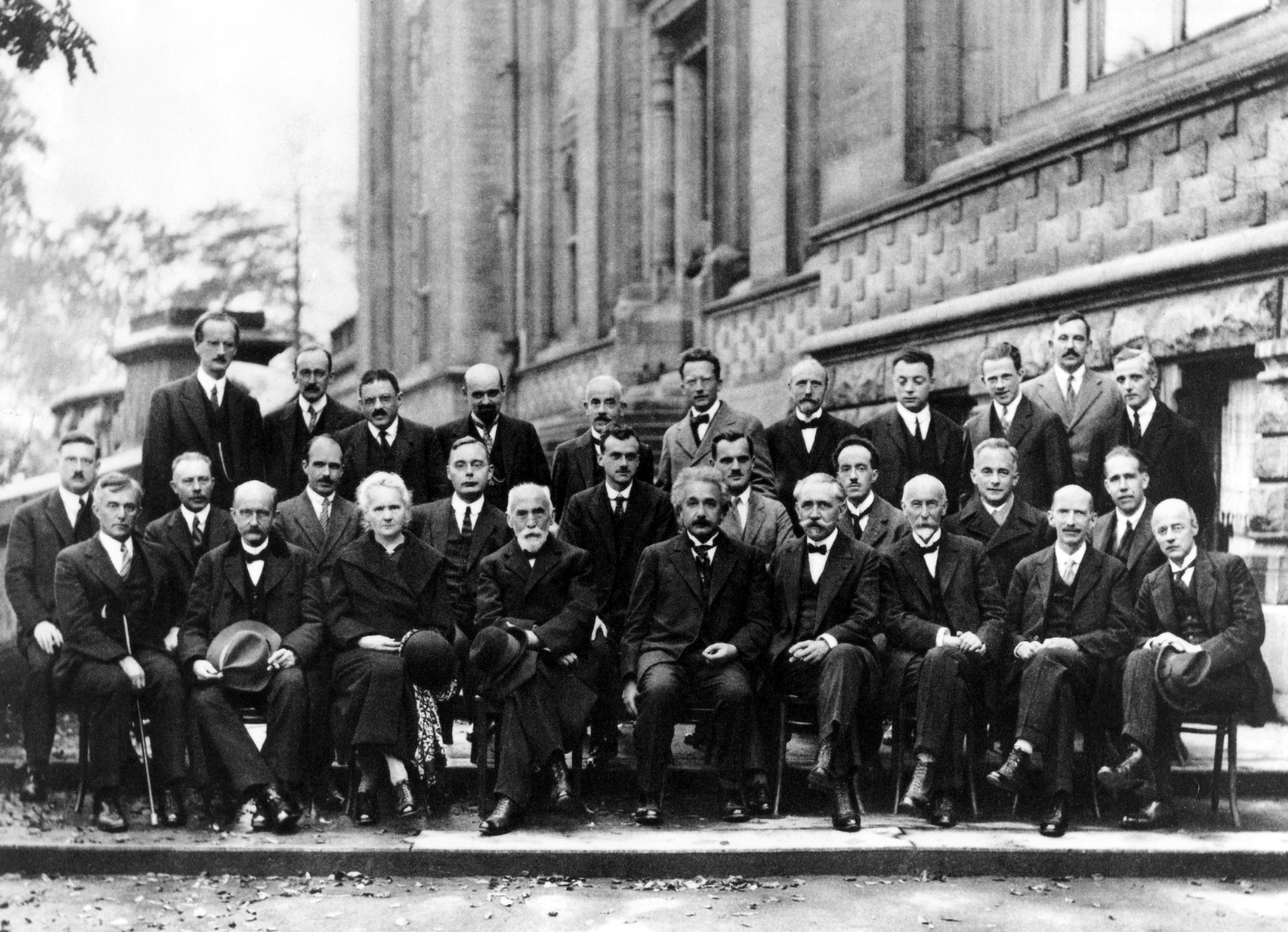
第二排左四

汉斯·克喇末出生于鹿特丹。他是内科医生亨德里克·克喇末和Jeanne Susanne Breukelman的儿子。 1927年十月出席了在比利时召开的第五次索尔维会议。
他是位于阿姆斯特丹的荷蘭數學和計算機科學研究學會的创始人之一。

## 个人生活
1920年10月25日，他与安娜·彼得森结婚。二人育有3个女儿和1个儿子。
克喇末很喜欢音乐，他能演奏大提琴和钢琴。

## 奖项和荣誉
1929年，克喇末当选为荷兰皇家艺术与科学学院院士，但在1942年被迫辞职。1945年，他再次加入荷兰皇家艺术与科学学院。
克喇末获得了洛伦兹奖章（1947年）和休斯奖章（1951年）。